# Holt (Mönchengladbach)
Holt ist ein Stadtteil im flächenmäßig größten Stadtbezirk im Westen der kreisfreien Stadt Mönchengladbach in Nordrhein-Westfalen. Seit der Neugliederung der Mönchengladbacher Stadtbezirke am 22. Oktober 2009 ist Holt dem Stadtbezirk West zugeordnet.

## Verkehr
An Holt geht die A 61 in Nord-Süd-Richtung vorbei, Holt selbst wird durch die B 57 als Aachener Straße durchquert.